# ژرار فاریزون
ژرار فاریزون (فرانسوی: Gérard Farison‎؛ زادهٔ ۱۵ مارس ۱۹۴۴ – درگذشته ۸ سپتامبر ۲۰۲۱) بازیکن فوتبال اهل فرانسه بود.
از باشگاه‌هایی که در آن بازی کرده‌است می‌توان به باشگاه فوتبال سن-اتین اشاره کرد.
وی همچنین در تیم ملی فوتبال فرانسه بازی کرده‌است.